# 아키히라촌
아키히라촌(秋平村)은 사이타마현 고다마군에 설치되었던 촌이다. 현재의 혼조시에 해당한다.